# 常盤百樹
常盤 百樹（ときわ ももき、1942年1月1日 - ）は、日本の経営者。四国電力社長、会長を務めた。香川県出身。

## 経歴
1964年に京都大学法学部を卒業し、同年に四国電力に入社。1995年6月に取締役に就任し、1998年6月に常務を経て、2001年6月には副社長に就任し、2005年6月に社長に昇格。2009年6月に会長に就任し、。
2020年4月に旭日大綬章を受章。